# Seigy
Seigy is een gemeente in het Franse departement Loir-et-Cher (regio Centre-Val de Loire). De plaats maakt deel uit van het arrondissement Blois. Seigy telde op 1 januari 2022 982 inwoners.

## Geografie
De oppervlakte van Seigy bedroeg op 1 januari 2022 8,18 vierkante kilometer; de bevolkingsdichtheid was toen 120 inwoners per km².

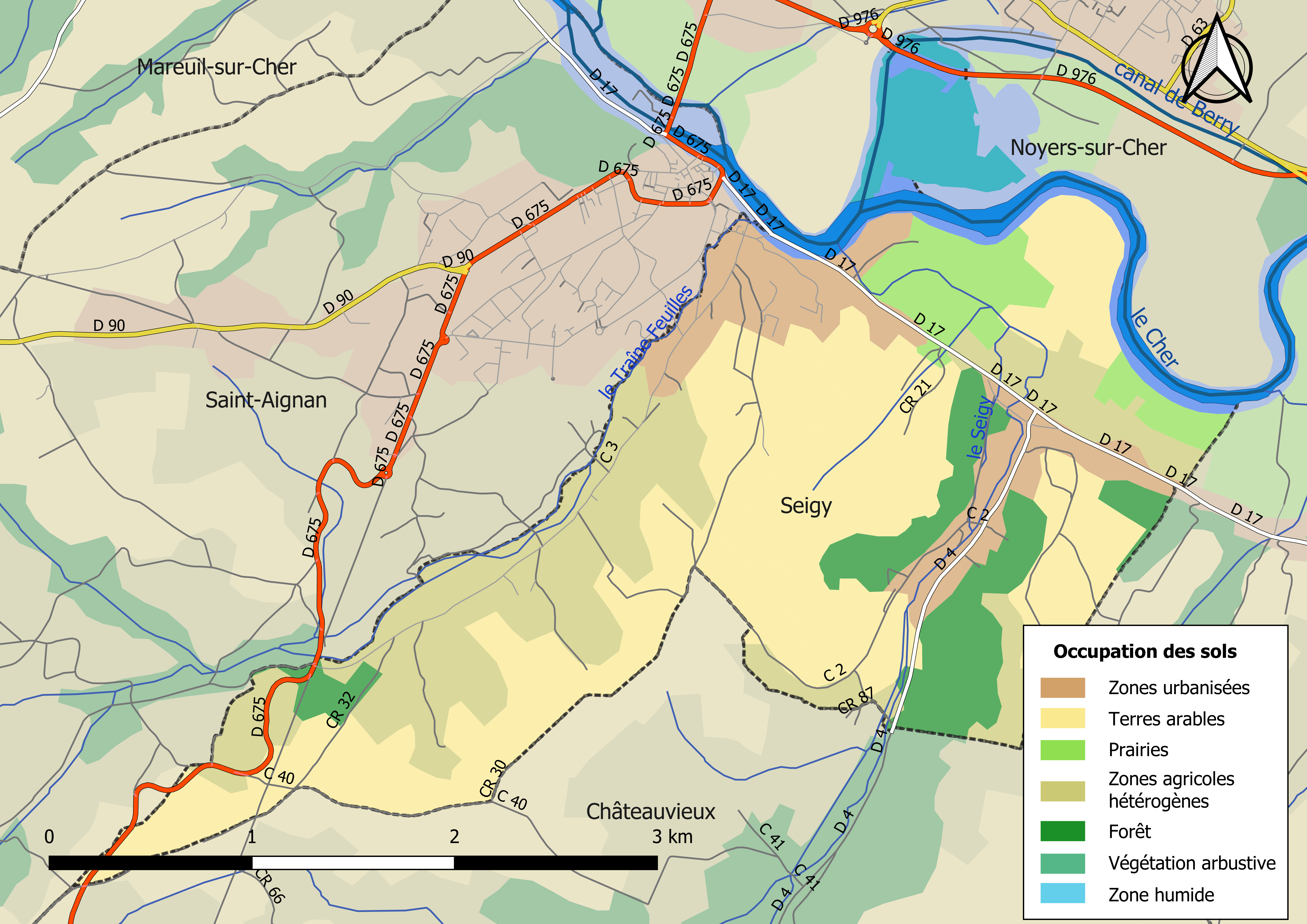
Kaart van de gemeente met de belangrijkste infrastructuur, bodemgebruik en omliggende gemeenten

## Demografie
Onderstaande figuur toont het verloop van het inwonertal (bron: INSEE-tellingen).